# Olympische Sommerspiele 1968/Teilnehmer (Österreich)
| Gelbes Symbol für Goldmedaillen mit stilisierten Olympischen Ringen | Graues Symbol für Silbermedaillen mit stilisierten Olympischen Ringen | Braundes Symbol für Bronzemedaillen mit stilisierten Olympischen Ringen |
| ------------------------------------------------------------------- | --------------------------------------------------------------------- | ----------------------------------------------------------------------- |
| —                                                                   | 2                                                                     | 2                                                                       |

Österreich nahm an den Olympischen Sommerspielen 1968 in Mexiko-Stadt mit einer Delegation von 43 Sportlern teil, davon 35 Männer und acht Frauen. Fahnenträger bei der Eröffnungsfeier war der Fechter Roland Losert.

## Medaillen
Die österreichischen Athleten gewannen zweimal Silber und zweimal Bronze. Der Segler Hubert Raudaschl gewann im Finn Dinghy ebenso Silber wie die Leichtathletin Liese Prokop im Fünfkampf. Bronze sicherten sich die Leichtathletin Eva Janko im Speerwurf sowie die Kanuten Günther Pfaff und Gerhard Seibold im Zweier-Kajak über 1000 Meter.

## Teilnehmer nach Sportart

### Boxen
- Kurt Baumgartner
Herren, Halbmittelgewicht: 2. Runde
- Rainer Salzburger
Herren, Halbmittelgewicht: 1. Runde

### Fechten
- Frank Battig
Herren, Degen, Mannschaft: 9. Platz
- Udo Birnbaum
Herren, Florett, Einzel: 25. Platz
Herren, Degen, Mannschaft: 9. Runde
- Roland Losert
Herren, Florett, Einzel: 17. Platz
Herren, Degen, Einzel: 2. Runde
Herren, Degen, Mannschaft: 9. Platz
- Herbert Polzhuber
Herren, Degen, Einzel: 5. Platz
Herren, Degen, Mannschaft: 9. Platz
- Rudolf Trost
Herren, Florett, Einzel: 25. Platz
Herren, Degen, Einzel: 2. Runde

### Gewichtheben
- Kurt Pittner
Herren, Bantamgewicht: 10. Platz

### Kanu (Rennen)
- Günther Pfaff & Gerhard Seibold
Herren, Kayak-Zweier, 1000 m: Bronze
- Helmut Hediger, Kurt Lindlgruber, Günther Pfaff & Gerhard Seibold
Herren, Kayak-Vierer, 1000 m: 7. Platz

### Leichtathletik
- Inge Aigner
Damen, 80 Meter Hürden: Halbfinale
- Walter Dießl
Herren, Zehnkampf: 12. Platz
- Ilona Gusenbauer
Damen, Hochsprung: 8. Platz
- Gert Herunter
Herren, Zehnkampf: ausgeschieden
- Eva Janko
Damen, Speerwurf: Bronze
- Rudolf Klaban
Herren, 1500 Meter: Vorläufe
- Horst Mandl
Herren, Zehnkampf: ausgeschieden
- Walter Pektor
Herren, Speerwurf: 10. Platz
- Ingo Peyker
Herren, Stabhochsprung: kein gültiger Versuch in der Qualifikation
- Liese Prokop
Damen, Fünfkampf: Silber
- Heimo Reinitzer
Herren, Diskuswurf: 22. Platz (Qualifikation)
- Erika Strasser
Damen, Speerwurf: kein gültiger Wurf

### Moderner Fünfkampf
- Wolfgang Leu
Herren, Einzel: beim Schwimmen ausgeschieden
Herren, Doppel: beim Schwimmen ausgeschieden
- Wolf-Dietrich Sonnleitner
Herren, Einzel: 23. Platz
Herren, Doppel: ausgeschieden
- Siegfried Springer
Herren, Einzel: 28. Platz
Herren, Doppel: ausgeschieden

### Ringen
- Franz Berger
Herren, Weltergewicht, griechisch-römisch: 12. Platz

### Rudern
- Dieter Ebner & Dieter Losert
Herren, Zweier ohne Steuermann: 4. Platz
- Manfred Krausbar
Herren, Einer: 10. Platz

### Schießen
- Hubert Garschall
Schnellfeuerpistole 25 Meter: 30. Platz
Freie Pistole 50 Meter: 18. Platz
- Guido Loacker
Kleinkaliber Dreistellungskampf 50 Meter: 14. Platz
- Josef Meixner
Trap: 37. Platz
- Friedrich Schattleitner
Kleinkaliber liegend 50 Meter: 35. Platz
- Wolfram Waibel senior
Kleinkaliber Dreistellungskampf 50 Meter: 32. Platz
Kleinkaliber liegend 50 Meter: 53. Platz

### Schwimmen
- Christl Filippovits
Damen, 100 m Brust: Halbfinale
Damen, 200 m Brust: Vorläufe
- Yvette Hafner
Damen, 100 m Rücken: Vorläufe
Damen, 200 m Rücken: Vorläufe
- Peter Schmid
Herren, 100 m Freistil: Vorläufe
Herren, 200 m Lagen: Vorläufe

### Segeln
- Werner Fischer & Karl Geiger
Flying Dutchman: 17. Platz
- Hubert Raudaschl
Finn Dinghy: Silber

### Wasserspringen
- Inge Pertmayr
Damen, Kunstspringen: 19. Platz
Damen, Turmspringen: 9. Platz